# HMS B11
HMS B11 je zadnja podmornica razreda B Kraljeve vojne mornarice.
13. decembra 1914 je v Dardanelih napadla in potopila turško bojno ladjo Mesudiye.